# Jean-Pierre Vesperini
 (décembre 2013).
Pour les articles homonymes, voir Vesperini.
Jean-Pierre Vesperini est un économiste et essayiste français.

## Biographie
Jean-Pierre Vesperini a été élève de l’enseignement privé (Collège Stanislas), puis de l'enseignement public (Lycée Buffon).
Il a ensuite commencé des études supérieures scientifiques à la Faculté des Sciences de Paris et à l'Institut de Statistique de l'Université de Paris. Il a complété ses études scientifiques en effectuant son service militaire au Groupe de Recherche Opérationnelle de l'Armée de l'Air.
Puis il s'est tourné vers l'étude des sciences sociales et plus spécialement de l'économie à l'Institut d'Études Politiques de Paris et à la Faculté de Droit et des Sciences Economiques de Paris.
Passionné par les débuts de la construction européenne, il choisit de consacrer sa thèse, sous la direction d'abord de Robert Marjolin, vice-président de la Commission européenne, puis de Henri Guitton, à l'étude de l'interdépendance des conjonctures des pays européens et plus généralement des principaux pays occidentaux. Dans cette thèse, il procède à l'observation et à la mesure de l'interdépendance des grandes variables conjoncturelles (production, prix, chômage, flux de commerce extérieur) des principaux pays occidentaux. L'étude des liens d'interdépendance relatifs à une même variable observée dans des pays différents et à des variables différentes observées dans un même pays aboutit à établir une théorie de l'interdépendance des conjonctures. Cette théorie conduit elle-même à l'élaboration d'un modèle économétrique permettant de reconstituer et de quantifier la structure des liens d'interdépendance précédemment observée.
Ce modèle permet également de simuler les déséquilibres d'un ensemble d'économies interdépendantes et de mettre en évidence les effets positifs de la coopération entre des économies interdépendantes et en particulier entre les économies européennes.
Après avoir soutenu sa thèse sous la présidence de Raymond Barre, vice- président de la Commission européenne, Jean-Pierre Vesperini est reçu premier au concours d'agrégation des Facultés de Droit, des Sciences Économiques et de Gestion en 1973.
Il est vice-président du Cercle nation et République.

## Diplômes
- Diplôme d'études supérieures de mathématiques
- Diplôme de l'Institut de Statistique de l'Université de Paris
- Diplôme d'études supérieures de droit privé
- Diplôme de Sciences Po (1965)[2]
- Docteur ès Sciences économiques
- Agrégé des Facultés de Droit, des Sciences Économiques et de Gestion

## Carrière
- Assistant à l'Université Paris Dauphine (1968-1973)
- Maître de Conférences agrégé (1974-1976) puis professeur (1976-2011) à la Faculté de Droit et des Sciences Économiques de Rouen
- Professeur à l'Université Paris Dauphine (1974-1980)
- Professeur à l'École des Hautes Études Commerciales (HEC) (1974-1978)
- Professeur à l'Institut d'Études Politiques de Paris (IEP) (1990-1998)
- Membre du Conseil d'Analyse Économique auprès du Premier ministre (2004-2012)

## Publications
- L'interdépendance des Conjonctures des Principaux Pays Occidentaux, Economica, 1979, 308 pages, préface de Henri Guitton. Cet ouvrage reprend d'une façon plus synthétique les idées défendues dans sa thèse.
- Économie Politique, Théories et Modèles de l'Économie Contemporaine, Economica, 1981, 627 pages. Jean-Pierre Vesperini  y brosse d'abord un tableau des grandes théories macroéconomiques (théories classiques, théorie keynésienne), puis, en procédant à l'analyse des modèles macro économétriques de l'économie française utilisés par l'INSEE et la Direction du Trésor, il montre comment ces théories permettent d'éclairer les décisions de politique économique et de prévoir l'évolution des grandes variables macroéconomiques.
- Le Franc dans le Système Monétaire International, Economica, 1989, 100 pages. Cet ouvrage est publié lorsque le gouvernement français s'engage clairement dans la direction de l'abandon de la monnaie nationale et de la création d'une monnaie unique européenne. Il vise donc deux buts : d'abord, retracer l'histoire du franc, plus précisément du nouveau franc, au moment où se profile sa disparition ; ensuite et surtout, avertir des dangers de l'adoption d'une monnaie unique européenne.
- L'Économie de la France sous la Ve République, Economica, 1993, 413 pages. Jean-Pierre Vesperini y décrit les différentes politiques économiques adoptées par les gouvernements qui se sont succédé depuis la création de la Ve République par le général de Gaulle en 1958 jusqu'à la fin de la première cohabitation en 1988 et analyse les résultats auxquels ces politiques ont abouti.
- Redresser l'Économie de la France, Exposé raisonné de l'Autre Politique Economica, 1997, 82 pages. Cet essai reprend, au moment où la France est sur le point d'adopter l'euro, les mises en garde formulées dans Le Franc dans le Système Monétaire International.

L'ouvrage montre que les contraintes que se sont imposées les gouvernements français pour créer l'euro aboutissent à affaiblir la croissance de l'économie française et expliquent l'échec des différents gouvernements à chaque élection : échec du gouvernement de Pierre Bérégovoy aux élections législatives de 1993, échec d'Edouard Balladur à l'élection présidentielle de 1995. Pour les mêmes raisons l'ouvrage prévoit (cf. p. 9) l'échec du gouvernement d'Alain Juppé aux élections législatives de 1997.
Ce livre expose enfin ce qui a été appelé « l’autre politique », c'est-à-dire un courant d'idées mêlant des personnalités de droite et de gauche opposées à la « pensée unique ». Il précise les mesures monétaires et budgétaires de cette politique et quelles en seraient les conséquences sur la croissance, l’emploi, le chômage et les finances publiques.
- Les Problèmes Actuels de l'Économie Français, Presses Universitaires de France, 2001, 536 pages. L'ouvrage est une commande des Presses Universitaires de France. Jean-Pierre Vesperini en a assuré la direction, écrit la préface et traité des problèmes de la croissance de l'économie française. Gérard Cornilleau et Éric Heyer ont traité des problèmes de l'emploi, Bernard Cieutat ceux des finances publiques et de la politique budgétaire, Valérie Stepler ceux du système de retraite, Jean de Kervasdoué ceux de l'économie de la santé, Gérard Lafay et Jean-Louis Levet ceux du système productif, Georges Tapinos ceux des structures démographiques et Philippe Saint Marc ceux de la dégradation de l'environnement.
- Politique économique in Dictionnaire des Sciences Economiques, Presses Universitaires de France, 2001, pp 697-700
- Relancer la Croissance de l'Europe, Propositions pour une nouvelle Gouvernance Européenne, Economica, 2005, 139 pages. Cet ouvrage prend acte de la faiblesse relative de la croissance de l'Europe par rapport à celle du reste du monde (États-Unis, pays émergents). Du fait de la forte interdépendance existant entre l'économie de la France et celle des autres pays européens, la faiblesse de la croissance de l'Europe entraîne elle-même celle de la croissance de la France. Pour élever la croissance de la France, l'ouvrage recherche donc les moyens de relancer la croissance de l'Europe. Il formule donc des propositions de réformes de la gouvernance européenne relatives à la politique budgétaire (réforme du pacte de stabilité) et à la politique monétaire de la BCE.
- Frédéric Bastiat, Un prophète de notre temps, postface à L'Etat, c'est toi, L'Arche, 2004, pp 105-113.
- La France dans la Crise, Retrouver la Croissance, Dalloz, 2009, 183 pages. Jean-Pierre Vesperini y développe une fois encore le thème de l'élévation du taux de croissance de la France. Il y analyse d'abord les conditions de la création d'un choc de demande, notamment de demande externe, ce qui amène à étudier à nouveau la question de l'interdépendance de la conjoncture de la France et des pays de la zone euro et celle de la gouvernance de la zone euro.

Il étudie ensuite les conditions de la création d'un choc d'offre. Il procède pour cela à une analyse quantifiée des différentes mesures de politique économique permettant de relever la croissance potentielle de l'économie française.
Par ailleurs, il procède à la simulation de différentes politiques budgétaires afin de déterminer celles qui sont les plus favorables à l'élévation de la croissance potentielle. Il montre qu'il est préférable de se donner comme objectif la stabilisation de la dette publique plutôt que la baisse du déficit public.
De même, dans la situation de la France après la crise, il indique qu'il est préférable d'utiliser les marges de manœuvre de la politique budgétaire pour réduire les impôts, surtout ceux pesant sur les entreprises, plutôt que pour augmenter les dépenses.
- L'Euro, Origines, Vertus et Vices, Crises et Avenir, Dalloz, 2013, 229 pages. Dans cet ouvrage, l'auteur expose d'abord les raisons qui ont conduit à la création de l'euro. Jean-Pierre Vesperini en analyse ensuite les vices de construction, qui expliquent la succession des crises connues par la zone euro et qui sont responsables des mauvais résultats de l'économie française comme de la zone euro dans son ensemble.

## Opinions
Pour Jean-Pierre Vesperini, en signant le traité de Maastricht, la France a aliéné sa souveraineté monétaire, puis sa souveraineté budgétaire et s’est ainsi engagée dans un processus qui la conduit progressivement à cesser d’être une grande puissance.
De sensibilité gaulliste, Jean-Pierre Vesperini a participé sans exclusive aux différents cercles de réflexion souverainistes de droite comme de gauche : il est en particulier vice-président du Cercle Nation et République et a été invité à intervenir devant la Fondation Res Publica en 2011 et à l'Université d'été du Front national en 2013,.
L’adoption de l’euro a été selon lui un facteur essentiel de déclin de la France. L’euro a été en effet responsable de la perte de compétitivité de l’économie française et par là de l’affaiblissement de sa croissance, de sa désindustrialisation, de la montée du chômage et de la dégradation des finances publiques.
Il estime donc que la France ne pourra renouer avec la croissance qu’en disposant, comme toutes les grandes puissances, de la maîtrise de sa monnaie. La comparaison des résultats obtenus au cours des dernières années par les économies française et britannique montre clairement que la Grande-Bretagne a été avisée de ne pas abandonner sa monnaie.
Pour retrouver sa souveraineté monétaire, la France ne peut cependant pas sortir de l’euro d’une façon brutale et unilatérale. Pour Jean-Pierre Vesperini, une telle décision aurait des conséquences catastrophiques sur son économie en raison de l’accroissement de la valeur de sa dette. 
Pour sortir de l’euro, Jean-Pierre Vesperini estime que la France doit plutôt se servir de la fragilité structurelle de cette monnaie due à l’absurdité de sa conception. Il est absurde de vouloir à tout prix que des pays aussi différents que l’Allemagne et la Grèce, et même que l’Allemagne et la France, partagent la même monnaie.
Selon Jean-Pierre Vesperini, la France doit ainsi rompre avec la politique qu’elle a menée jusqu’à présent, consistant à partager avec l’Allemagne la charge du financement des mécanismes de soutien de l’euro. Si le soutien de l’Allemagne à l’euro se comprend bien puisqu’elle en a été la grande bénéficiaire, il n’en est pas de même pour la France qui en a été au contraire l’une des grandes perdantes.
L’arrêt du soutien de la France confortera l’hostilité croissante de l’opinion allemande à l’égard de l’euro, pour aboutir à un démantèlement concerté et ordonné de la zone euro dans le cadre d’une négociation associant la France et l’Allemagne aux autres partenaires de la zone.